# Sicilia (nave da battaglia)
La Sicilia è stata una nave da battaglia pre-dreadnought della Regia Marina italiana della classe Re Umberto. Come per le altre unità della classe, il lungo periodo di costruzione l'ha resa superata al momento dell'entrata in servizio. La nave, della quale inizialmente erano state finanziate solo due unità, andò a risentire dei lunghissimi tempi di allestimento, dieci anni, che la fecero entrare in servizio parzialmente obsoleta.

## Costruzione
L'armamento principale, che aveva largo campo di tiro, era costituito da quattro cannoni da 343/30 in due impianti montati in barbetta e situati a circa 10 metri dal galleggiamento e sparava proiettili da 567 kg in grado di perforare 870 mm di ferro dolce. Una caratteristica condivisa con la classe erano i fumaioli anteriori affiancati, invece che uno dietro l'altro.

## Servizio
La nave, dove la sua chiglia fu impostata il 2 dicembre 1886, venne costruita e realizzata nell'Arsenale Militare di Venezia dal Direttore delle Costruzioni Navali del 3º Dipartimento Marittimo, Direttore del Corpo del Genio Navale Ernesto Martinez, e varata il 6 luglio 1891 alla presenza di re Umberto e della regina Margherita.

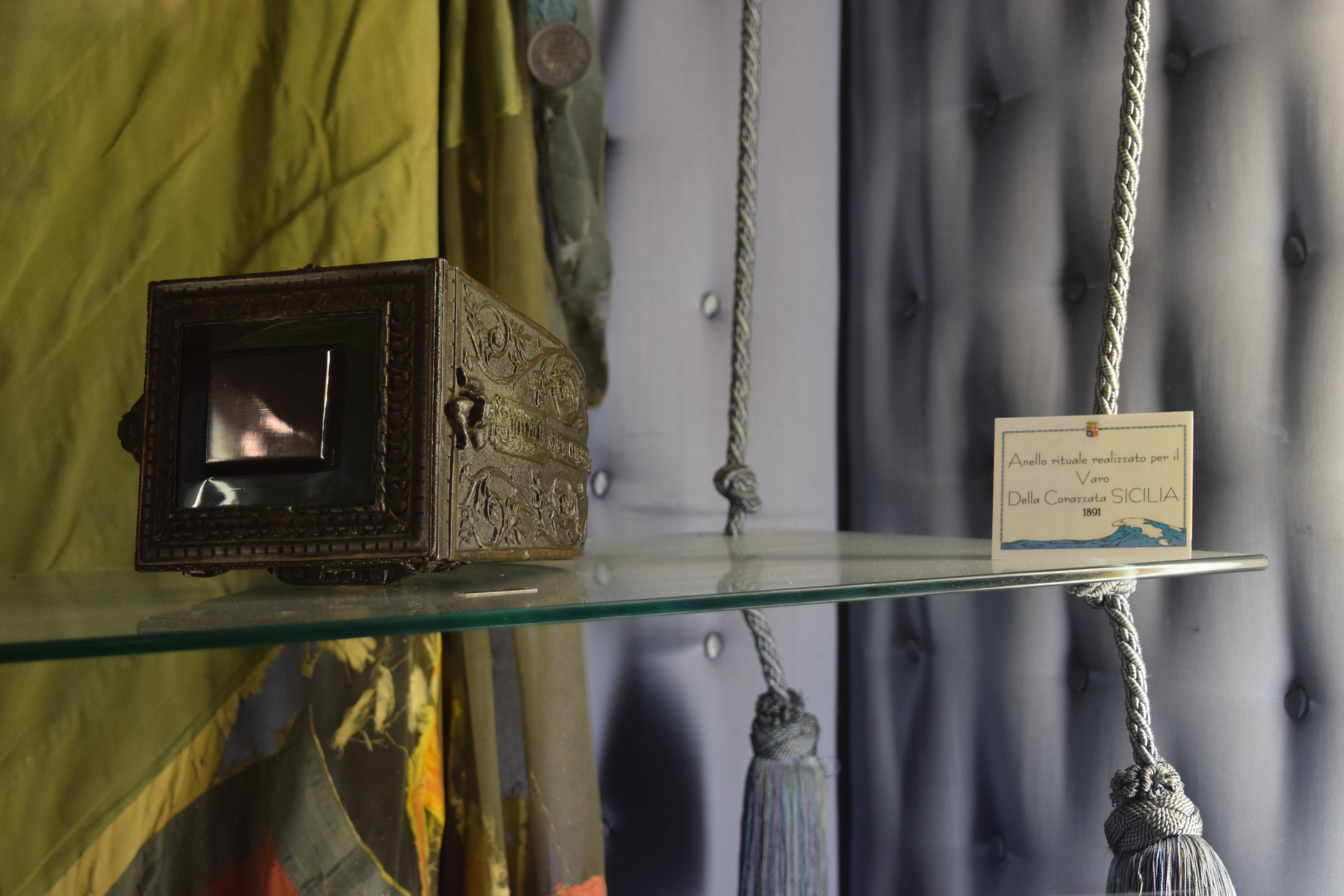
L'anello rituale realizzato per il varo della nave esposto a Palazzo Marina a Roma

La nave ebbe come madrina del varo la regina Margherita che, dopo la benedizione, appose un anello consacrato sulla poppa della nave secondo la tradizione veneziana dello Sposalizio del mare.
L'anello, insieme alla bandiera di guerra e al cofano portabandiera sono oggi conservati a Palazzo Marina a Roma.
Il suo allestimento venne completato il 26 maggio 1896 e la nave è entrata in servizio nel 1897.
La nave fu probabilmente la prima nave da battaglia italiana ad essere dotata di radiotelegrafo e tra le prime navi da guerra su cui si ebbe il primo impiego sperimentale di combustione mista.
Dopo l'entrata in servizio la nave il 15 febbraio 1897, la nave, con l'insegna del viceammiraglio Felice Napoleone Canevaro al comando della 1ª Divisione della 1ª Squadra, che includeva anche le gemelle Sardegna e Re Umberto, l'incrociatore protetto Vesuvio e l'incrociatore torpediniere Euridice, giunse a Creta, durante un periodo di tensione tra la Grecia e l'Impero ottomano in seguito alla rivolta scoppiata nell'isola, che culminò nella guerra greco-turca. 

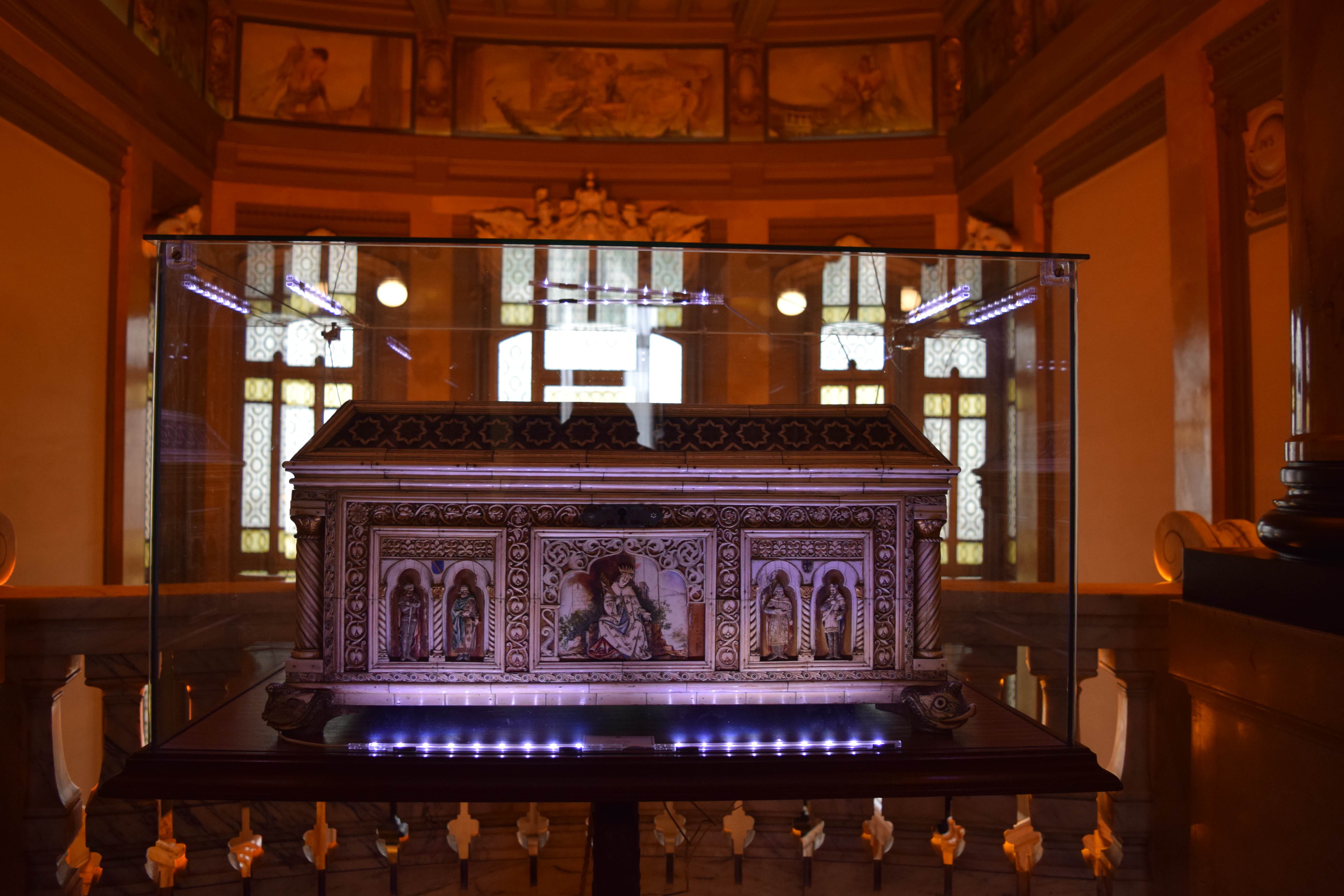
il cofano in cui è conservata la bandiera di guerra a Palazzo Marina a Roma

Al ritorno della spedizione, nel 1899 la nave venne assegnata alla 2ª Divisione, che includeva anche l'ariete corazzato Affondatore la pirofregata corazzata Castelfidardo e gli incrociatori torpedinieri Partenope e Urania.
Nell'ottobre 1911 la nave, all'epoca inquadrata nella Divisione Navi Scuola, prese parte alla guerra italo-turca quale nave insegna del contrammiraglio Raffaele Borea Ricci D'Olmo insieme alla gemelle della classe Re Umberto, Sardegna e Re Umberto, appoggiando le operazioni di sbarco a Tripoli. Nel dicembre 1911, le tre navi furono sostituite dalle vecchie corazzate Italia e Lepanto. le navi della classe Re Umberto fecero ritorno nelle acque della Libia nel maggio del 1912 prendendo parte a tutto il ciclo di operazioni lungo le coste libiche fino alla resa degli ottomani nell'ottobre 1912.
Il 9 luglio 1914 la nave venne posta in disarmo, ma con lo scoppio della prima guerra mondiale, venne deciso il suo mantenimento in servizio fino al termine del conflitto e così il 16 agosto 1914 la nave fece il suo rientro in servizio ed utilizzata a Taranto come nave deposito e come nave caserma per la nuova corazzata Giulio Cesare che stava completando il suo allestimento. Inizialmente l'Italia, che faceva parte della triplice alleanza aveva dichiarato la sua neutralità, per poi entrare in guerra nel maggio 1915 a fianco dell'Intesa, contro gli Imperi centrali. Nel corso del conflitto la nave venne poi utilizzata a Taranto come deposito munizioni, successivamente come pontone ed infine come nave officina, prima di essere radiata il 4 marzo 1923 e successivamente demolita.